# 2003년 10월
| 2003년: 1월 · 2월 · 3월 · 4월 · 5월 · 6월 · 7월 · 8월 · 9월 · 10월 · 11월 · 12월 |

| <          | 2003년 10월 | 2003년 10월 | 2003년 10월 | 2003년 10월 | 2003년 10월 | >            |
| 일         | 월          | 화          | 수          | 목          | 금          | 토           |
|            |             |             | 1 9.6 정미  | 2 7 무신    | 3 8 기유    | 4 9 경술     |
| 5 10 신해  | 6 11 임자   | 7 12 계축   | 8 13 갑인   | 9 14 을묘   | 10 15 병진  | 11 16 정사   |
| 12 17 무오 | 13 18 기미  | 14 19 경신  | 15 20 신유  | 16 21 임술  | 17 22 계해  | 18 23 갑자   |
| 19 24 을축 | 20 25 병인  | 21 26 정묘  | 22 27 무진  | 23 28 기사  | 24 29 경오  | 25 10.1 신미 |
| 26 2 임신  | 27 3 계유   | 28 4 갑술   | 29 5 을해   | 30 6 병자   | 31 7 정축   |              |

| 편집하기 |

## 2003년10월 31일
- 마하티르 빈 모하맛 말레이시아 총리가 22년 임기를 마치고 공식 퇴임했다.

## 2003년10월 30일
- 이회창 한나라당 전 총재가 16대 대선자금 불법수수와 관련해 대국민 사과를 발표하였다.

## 2003년10월 28일
- 프와티에(fr)에서 게르하르트 슈뢰더 독일 수상, 장 피에르 라파랭 프랑스 수상을 중심으로 프랑스의 각 레지옹의 지사(22명 중 13명)와 독일의 각 란트의 지사(16명 중 6명)가 참석한 회의가 열리다.

## 2003년10월 27일
- 바그다드의 적신월사를 목표로 한 자살 폭탄 테러가 5회 발생하여 43명이 사망하다.

## 2003년10월 23일
- 마드리드에서 이라크의 재건을 주제로 하여 73개국, 20개 국제 기구 및 13개의 비정부 기구의 대표가 참석한 회의가 열리다.

## 2003년10월 22일
- 22일에서 25일에 걸쳐 프랑스의 자크 시라크 대통령이 니제르와 말리를 국빈 방문하다.

## 2003년10월 21일
- 대구 지하철 화재 참사 이후 8개월 만에 중앙로역 무정차 통과 형식으로 전구간 통행 재개하다.

## 2003년10월 20일
- 이스라엘 군이 가자 지구를 5회에 걸쳐 폭격하여 7명이 사망하다.
- 프랑스의 담배 상인들이 높은 담배 가격에 항의하며 총파업을 벌이다. 총파업은 90%의 참여율을 보였다.

## 2003년10월 19일
- 바티칸에서 테레사 수녀에 대한 시복식이 3000여 명이 참여한 가운데 열리다.

## 2003년10월 17일
- 볼리비아의 시위 격화에 따라 곤잘로 산체스 데 로차다(es) 대통령이 사임하고 마이애미로 망명하다. 부통령인 카를로스 메사(es)가 뒤를 이어 대통령이 되었다.
- 타이베이 101이 건물 옥상에 60m의 첨탑을 올려 높이 508m가 되어 세계에서 가장 높은 건축물이 되었다.

## 2003년10월 16일
- 16일과 17일에 걸쳐 브뤼셀에서 유럽 연합 정상 회의가 열리다.
- 푸트라자야(ms)에서 열린 제10회 이슬람 회의 기구의 정상 회의에 블라디미르 푸틴 러시아 대통령이 참석하다.

## 2003년10월 15일
- 중화인민공화국이 선저우 5호를 발사하다.

## 2003년10월 12일
- 이라크 바그다드 도심 바그다드 호텔 부근에서 차량 폭탄 테러가 발생하여 7명이 사망하다.

## 2003년10월 11일
- 볼리비아에서 9월 28일부터 계속되어 온 천연 가스 개발에 반대하는 시위가 격화되어 군이 시위대를 향해 발포, 수십 명이 사망하는 일이 일어나다.

## 2003년10월 10일
- 노무현 대통령이 재신임 국민투표를 제안하다.

## 2003년10월 9일
- GSI 연구소에서 발견한 110번 원소가 국제순수·응용화학연합 및 국제순수·응용물리학연합(en)에 의해 다름슈타튬으로 공식 명명되다. 이는 GSI 연구소가 위치한 다름슈타트에서 유래된 이름이다.

## 2003년10월 8일
- 대한민국 검찰, 최도술이 SK그룹으로부터 11억을 수수한 사실을 확인하다.
- 연예인 비리와 관련하여 서세원과 이수만이 구속되다.
- 프리토리아에서 도미티앵 은다이제예(fr) 부룬디 대통령과 피에르 응쿠룬지자 민주방위국민평의회(FDD) 사이에 평화 협정이 체결되다. 부룬디 내전은 2년 뒤인 2005년에 이르러서야 종식되었다.

## 2003년10월 7일
- 대한민국의 노무현 대통령, 일본의 고이즈미 준이치로 총리, 중국의 원자바오 총리가 인도네시아 발리 섬에서 3국 정상회담을 갖고 14개 분야에 합의하다.

## 2003년10월 5일
- 미국 조지 W. 부시 대통령, 부분분만 낙태 금지법(Partial-Birth Abortion Ban Act)에 서명하다.
- 아흐마트 카디로프가 선거에서 82.5%의 지지를 받아 체첸 공화국의 대통령으로 선출되다.

## 2003년10월 2일
- 프로야구 선수인 이승엽, 56호 홈런으로 아시아 최다기록을 수립하다.